# Нонн Панополітанський
Нонн Панополітанський (грец. Νόννος ο Πανοπολίτης) — давньогрецький поет післякласичного періоду.

## Біографія
Народився у місті Панополіс в Єгипті. Обставини життя його невідомі. З власних його творів виявляється, що він у пізні роки життя перейшов у християнство. На підставі біографій його наслідувачів можна припустити, що він жив на початку V століття.
Найвідоміша поема, що увічнила його ім'я Діонісіака (грец. Δισνυσιακά) — містить 48 пісень, тобто стільки ж, скільки в Іліаді й Одіссеї Гомера разом.
Незважаючи на недоліки Нонна, серед яких надмірна фантазійність та нездатність зберегти єдність оповіді та персонажів, численні повтори, поет володів безсумнівним хистом, завдяки якому переніс ніжність і красу буколічної жанрової поезії, так само як і напівфривольні, напівсентиментальні описи еротики — на ґрунт епічної поезії.
Нонн також є автором творів «Гігантомахія» та «Бассаріка», від яких майже нічого не збереглося. Дійшов метричний перифраз Євангелія від Іоанна. Дослідники вважають, що він був створений Нонном у поважному віці, після переходу в християнство.